# Iris de Moüy
Iris de Moüy est une artiste, auteure et dessinatrice née à Paris en 1975.

## Biographie
Iris de Moüy est diplômée de l'école d'arts graphiques Penninghen.
Elle est l'auteure de nombreux livres publiés à L'École des loisirs, aux éditions Hélium et chez Gallimard jeunesse.
En 2015, elle est résidente de la Villa Kujoyama.

## Publications

### Livre d'artiste
- Some Girls Dance, éditions 0fr, 2016
- Horses Are Blue, Chose Commune, collection « Coup de Crayon », 2019[3],[4]
- Boucles étranges, folioscope, 2020

### Livres pour enfants

#### Textes et dessins
- Honoré le nez au vent, éditions Naïve, 2007[5]
- Mon chien Pompon, L’École des loisirs, 2009[6]
- Mes couleurs, éditions Hélium, 2009
- La pomme de Pompon, L’École des loisirs, 2009
- Les vacances de Félix, Ella et les autres, éditions Hélium, 2010
- Honoré de la tête aux pieds, L’École des loisirs, 2010
- Bonne nuit Pompon, L’École des loisirs, 2010
- Mes affaires, éditions Hélium, 2011
- Les lapins rouges n'existent pas, L’École des loisirs, 2011
- Honoré à toute allure, L’École des loisirs, 2012
- Les 4 saisons, éditions Hélium, 2012
- En route pour la tour Eiffel, éditions Hélium, 2012
- À la sieste, L’École des loisirs, 2013
- Petite sœur, L’École des loisirs, 2014
- Drôle de fille, L’École des loisirs, 2015
- Au bain les monstres !, L’École des loisirs, 2017[7]
- Tutti frutti, L’École des loisirs, 2018
- Kyoto, éditions Be-Poles, 2019[8]
- La maison d'Honoré, L’École des loisirs, 2019

#### Dessins
- La vérité selon Ninon de Oscar Brenifier, éditions Autrement jeunesse, 2005
- Le petit garçon idéal de Zeruya Shalev, L’École des loisirs, 2009
- Mon petit Calder de Colombe Schneck, éditions Hélium, 2013
- La classe pipelette de Susie Morgenstern, L’École des loisirs, 2014[9]
- Ma sorcière et moi de Giovanna Calvino, éditions Gallimard jeunesse, 2014
- L'enfant invisible de Constance Verluca, L’École des loisirs, 2022

## Prix et distinctions
- 2005 : Prix de la presse des jeunes au salon de Montreuil 2005[10] pour La vérité selon Ninon
- 2021 : Premio Nazionale Nati per Leggere[11] du Salon international du livre (Turin) pour  À la sieste !

## Expositions (selection)
- Ghost tales at the Museum, Kyoto International Manga Museum, Kyoto, 2015[12]
- Petite conne, galerie 0fr, Paris, 2016[13]
- Boucles étranges, galerie Mayaro, Paris, 2020[14]